# Henry Whitter
Henry Whitter (* 6. April 1892 in Fries, Virginia; † 17. November 1941 in Morganton, North Carolina) war ein US-amerikanischer Old-Time-Musiker. Whitters Aufnahme Wreck of the Old Southern ‘97 war eines der ersten Stücke eines Musikers vom Lande, das auf Schallplatte aufgenommen wurde.

## Leben

### Vor der Karriere
Geboren in Fries, arbeitete Henry Whitter in den Textilfabriken Virginias. Er spielte schon früh Gitarre und Mundharmonika, lernte später auch Banjo, Fiddle und Klavier. Whitter trat, wie viele andere seiner Zeit auch, bei Square-Dance-Veranstaltungen oder Barn Dances auf. Abends musizierte er oft mit Freunden vor seiner Hütte oder auf der Straße.

### Karriere

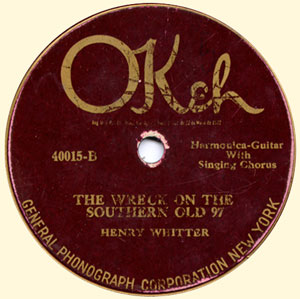
Wreck of the Old Southern ’97, 1923

Im März 1923 kündigte Whitter seinen Job in der Textilmühle und reiste nach New York, um sich als Musiker zu versuchen. Er machte einige Demo-Aufnahmen, die jedoch als uninteressant eingestuft wurden. Nachdem im Juli desselben Jahres Fiddlin’ John Carsons Little Old Log Cabin in the Lane veröffentlicht worden war, nahm der „Hillbilly-Boom“ seinen Anfang und Whitters Aufnahmen zogen die Aufmerksamkeit von Okeh Records an. Whitter erhielt dort einen Schallplattenvertrag und nahm im Dezember sein selbstgeschriebenes Stück The Wreck of the Old ’97, das von einer Eisenbahntragödie handelt, zusammen mit acht anderen Titeln bei Okeh auf. Die Platte verkaufte sich gut und lieferte Vernon Dalhart den Titel, mit dem er 1924 einen der ersten Millionenseller der Country-Musik, damals noch Hillbilly-Musik genannt, produzieren sollte. Whitter ist mit seiner Aufnahme des Songs nach Eck Robertson, Fiddlin’ John Carson und Wendell Hall der vierte Old-Time-Musiker, der eine Platte aufnahm. Seine frühen Songs spielte er mit Gitarre und Mundharmonika ein.
In den nächsten fünf Jahren nahm Whitter weiterhin Platten auf, bekannt ist unter anderem der Lonesome Road Blues. Auch wenn Whitter kein begabter Sänger war, konnte er als Komponist viel Geld verdienen, von welchem er sich zuerst einen Ford T kaufte.
1927 traf Whitter während einer Fiddlers-Convention in Mountain City in Tennessee den blinden Fiddler G. B. Grayson. Grayson war ein wandernder Musiker, der auf kleinen Veranstaltungen auftrat und an Fiddle-Wettbewerben teilnahm. Auch in Mountain City war Grayson angetreten und freundete sich mit Whitter an. Daraus entstand eine der erfolgreichsten Duos der 1920er-Jahre, genannt Grayson and Whitter. Nach dem Erhalt eines Schallplattenvertrages spielten Whitter und Grayson in den nächsten drei Jahren 40 Titel ein, darunter Tom Dooley, The Nine Pound Hammer, Cluck Old Hen oder Banks of the Ohio, ihr größter Hit war jedoch Handsome Molly, der sich 50.000 Mal verkaufte. Ihre Stücke wurden später von Stars wie Ralph Stanley, Doc Watson, Bob Dylan und The Kingston Trio gecovert. Die gemeinsame Karriere der beiden Musiker fand ein jähes Ende, als Grayson 1930 auf dem Weg zu seinem Bruder bei einem Autounfall ums Leben kam.
Whitter kam über den Tod seines Partners und Freundes nie hinweg und trat für den Rest seines Lebens nur noch vereinzelt auf. Er starb 1941 in North Carolina im Alter von 49 Jahren.

## Diskografie
| Jahr           | Titel                                                                | #     | Anmerkungen                                |
| OKeh Records   |                                                                      |       |                                            |
| 1924           | Wreck of the Old Southern ’97 / Lonesome Road Blues                  |       |                                            |
| 1924           | Little Brown Jug / She’ll Be Coming ’Round the Mountain              |       |                                            |
| 1924           | Hop Light Ladies / Tippy Two Step Blues                              |       |                                            |
| 1924           | Western Country / Chicken, You Better Go Behind the Barn             |       |                                            |
| 1924           | Where Have You Been So Long? / Sidney Allen                          |       |                                            |
| 1924           | Double Headed Train / The Weeping Blues                              |       |                                            |
| 1924           | Stormy Wave Blues / New River Train                                  |       |                                            |
|                | The Drunkard’s Child / Goin’ down the Road Feelin’ Bad               |       |                                            |
|                | Nellie Gray / Jenny Lind Polka                                       |       | als H. Whitter Virginia Breakdowns         |
|                | The Kaiser and Uncle Sam / Broken Engagement Blues                   |       |                                            |
| 1925           | Travelling Man / Ellen Smith                                         |       |                                            |
| 1925           | Farewell to Thee / Rabbit Race                                       |       |                                            |
| 1925           | Keep My Skillet Good and Greasy / Watermelon Hanging on the Vine     |       |                                            |
| 1925           | ’Round Town Girl / Black Eyed Susan                                  |       | A-Seite als H. Whitter Virginia Breakdowns |
| 1925           | The Dollar and The Devil / Long Tongued Woman                        |       |                                            |
| 1925           | I Wish I Was Single Again / The Butcher Boy                          |       |                                            |
| 1925           | Peek-a-Boo / Lost John                                               |       |                                            |
| 1925           | The Clouds Gwine to Roll / Lost John                                 |       |                                            |
|                | Goodbye Old Booze / Love Me While I’m Livin’                         |       |                                            |
|                | Heart of Old Galax / I Wish I Was Single Again                       | 45045 |                                            |
|                | Put My Little Shoes Away / Go Bury Me Beneath the Willow Tree        | 45046 |                                            |
|                | Goin' Down to Jordan to Be Baptized / Many Times with You I Wandered | 45053 | B-Seite als Harvey Whitter                 |
|                | Hand Me Down My Walking Cane / Show Me the Way to Go Home            | 45061 |                                            |
| Victor Records |                                                                      |       |                                            |
| 1927           | Henry Whittier Fox Chase (!) / Rain on Crow Hills                    |       |                                            |